# Lijst van voormalige watergedreven molens in Gelderland
In Nederland zijn de meeste watergedreven molens langs de grens met Duitsland en België te vinden. De provincie Limburg is de provincie met de meeste watergedreven molens. Tegenwoordig zijn watermolens slechts in vier provincies te vinden: Gelderland, Noord-Brabant, Limburg en Overijssel. In Flevoland, Friesland en Noord-Holland hebben nooit watermolens gestaan. In de overige provincies zijn deze verdwenen. Onder de verdwenen molens vallen ook de getijdenmolens die in de provincies Zuid-Holland, Noord-Brabant en Zeeland hebben gestaan.
Voormalige watermolens in Gelderland:
| Naam                        | Waterloop                   | Plaats      | Gemeente    | Provincie  | Type molen     | Functie                 | Zichtbare restanten | Huidig gebruik | Foto |
| --------------------------- | --------------------------- | ----------- | ----------- | ---------- | -------------- | ----------------------- | ------------------- | -------------- | ---- |
| De Apeldoornsche Korenmolen | Badhuisbeek/Badhuissprengen | Apeldoorn   | Apeldoorn   | Gelderland | bovenslagmolen | korenmolen              | verdwenen           |                |      |
| De Halve Maan (molen)       |                             | Apeldoorn   | Apeldoorn   | Gelderland | bovenslagmolen | papiermolen             | verdwenen           |                |      |
| Den Helder                  | Slingebeek                  | Winterswijk | Winterswijk | Gelderland | onderslagmolen | korenmolen en oliemolen | restant             |                |      |
| Huize Ruurlo                | Baakse Beek                 | Ruurlo      | Berkelland  | Gelderland | onderslagmolen | korenmolen en oliemolen | 2 gebouwen          |                |      |